# Некера Мензіса
Некера Мензіса (Neckera menziesii) — вид мохів порядку гіпнобрієвих (Hypnales).

## Поширення
Ареал охоплює такі частини світу: Європа, Північна Америка, Азія.
Населяє колоди, стовбури, затінені скелі та скелі, змішані хвойно-листяні ліси, ліси Abies, Quercus, Sequoia та Thuja; від низьких до високих (10–2000 метрів).

## Характеристика
Рослини 4–11(20) см. Стеблові листки (центральні) від довгастих до видовжено-язичкових, хвилясті, 3–6 × (1)2.2–2.5 мм; краї від злегка зазубрених до зазубрених дистально; верхівка від тупої до широко-гострої. Вид дводомний. Коробочкові ніжки 0.2–0.3 см.